# 第1コンスタンティノポリス公会議

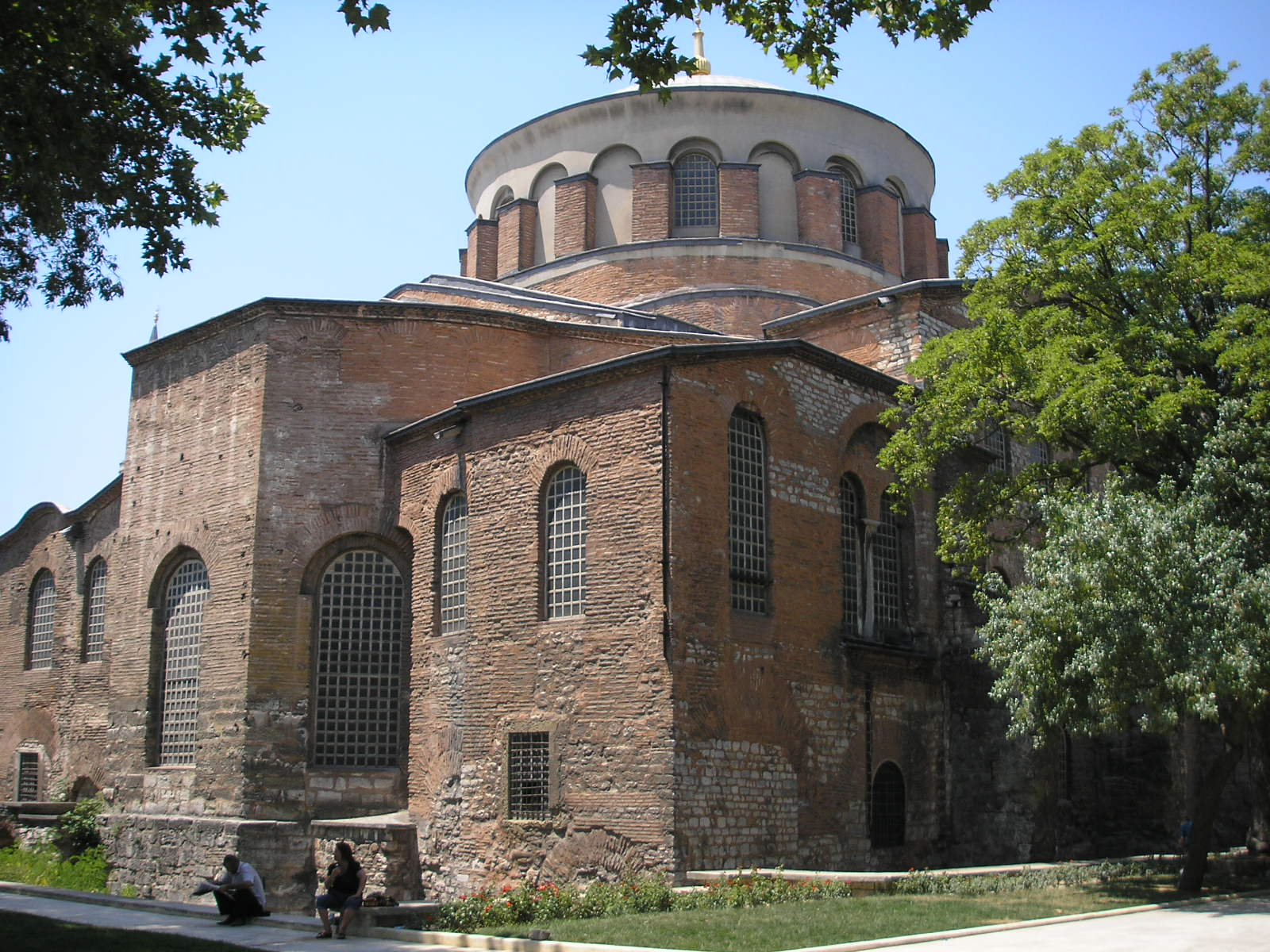
会場となったハギア・イリニ教会

第1コンスタンティノポリス公会議（だい1コンスタンティノポリスこうかいぎ）は、381年にコンスタンティノポリス（現トルコ、イスタンブール）で行われた二回目のキリスト教の公会議。正教会の一員たる日本ハリストス正教会では第二全地公会ともいう。

## 概説
325年に行われた第1ニカイア公会議はニカイア信条を採択し、アリウスの破門とアリウス派の否定を以って終わった。しかし、これによってもアリウス派の問題は決着せず、政治問題も含めて、より複雑化していた。
これを解決するため、再び公会議が行われた。主催者となったのは時のローマ皇帝テオドシウス1世である。
コンスタンティノポリスは伝統的にアリウス派への賛同者が多い土地であったが、ニカイア信条の支持者であった皇帝は、信頼していたナジアンゾスのグレゴリオスと共に会議を主導した。参加者は150名ほどで全てが東方地域からの参加者であった。
会議では、最終的にニカイア信条 (原ニカイア信条)を修正し、聖霊についての一文を付加するなど拡充したニカイア・コンスタンティノポリス信条を採択し、アリウス派（エウドクシオス派）、アノモイオス派（非類似、エウノミオス派）、聖霊被造論（プネウマトマコイ派）、およびホモイオス派（ニカイア信条に入っていた「同質」という言葉に反対し、「相似」（ホモイオス）という言葉を支持した人々）の排斥を決定した。また、サベリウス主義、マルケロス派、フォティノス派、およびアポリナリオス主義が禁止断罪された。